# 이주좌
이주좌(李周佐, ? ~ 1040년 음력 8월)는 고려 전기의 문신, 정치인이다. 알평의 후손으로 신라소판 이거명의 5대손이며, 병정(兵正) 이윤홍(李潤弘)의 종손이다. 동경 유수로 있던 이성공에게 발탁된 이래 40년간 관료생활을 하였다. 본관은 경주(慶州)이다.
나중에 과거에 급제하여 상주목 기칠삼군사가 되고, 어사대감찰, 시어사, 좌산기상시 등을 거쳐 형부상서 판어사대사사에 이르렀다. 40년간 관료 생활을 하면서도 한번도 부패나 청탁에 연루되지 않았다.
고려사, 고려명신전에는 그의 가계가 한미한 가문이라고 기록되어 있으나, 경주 이씨 족보에는 그의 증조부 이금서가 경순왕의 서녀와 결혼했다고 하므로 논란의 여지가 있다. 경상북도 출신.

## 생애

### 출생과 가계
이주좌(李周佐)는 경상북도 동경부에서 평장사(平章事)에 추증된 이승훈(李承訓)의 셋째 아들로 태어났으나 출생년대와 생일은 미상이다. 그의 형제들로는 그의 위로 이주복(李周復)과 이제정(李齊廷)이 있다. 이주복은 목종 때 좌사간을 역임하였고, 이제정은 시랑을 역임하였다.
고려명신록에는 그가 한미한 가문 출신이라 되어 있으나 고려명신록과 고려사에 나타난 기록과는 다르게, 그의 증조부 이금서(李金書)는 신라에서 관리생활을 하다가 뒤에 경순왕과 함께 고려에 투항하여 고려의 후삼국통일을 도운 공로로 삼한공신에 봉해졌다.
그의 조부 이윤홍(李潤弘)은 신라말 고려초 병정(兵正)을 지낸 고관이었고, 종조부 이윤장(李潤張)은 대사마와 대장군을 지낸 중견 관료이므로 기록이 일치되지 않는 모순이 나타난다. 그의 가계 부분은 후대에 연구가 필요할 것이다. 또한 그의 증조부 이금서(李金書)는 경순왕의 3녀 '부인 김씨'(夫人 金氏)와 결혼하였다. 이에 대해 경순왕의 딸 '부인 김씨'가 그의 친 증조모인지, 혹은 조부의 계모인지 여부는 불투명하다. 만약 고려 태조 왕건의 딸 낙랑공주와 경순왕 사이에터 태어난 딸 '부인 김씨'가 이주좌의 생 증조할머니가 된다면 고려사나 고려사절요의 이주좌가 한미한 집에서 태어났다는 주장과는 상당히 모순된다. 그의 가계에 대해 한미하다 하고 있는바, 이주좌의 증조모가 경순왕의 3녀 '부인 김씨'가 아닌 이금서의 또 다른 부인인지 여부에 대해 고증이 필요하다 할 것이다.

### 청년기
그는 어려서부터 총명하고 영리하여 글을 잘 지었고, 학문에 정진하였다.
그 뒤 그의 재능을 알아본, 동경유수로 있던 상서좌복야(左僕射) 이성공(李成功)이 첫눈에 그를 큰 그릇으로 여겨 나중에 발탁하였다. 이성공이 임기를 마치고 도성으로 들어갈때 이주좌는 그의 천거로 국학(國學)에 입학하게 되었다.

### 과거 급제와 관료 생활
목종 때 과거에 급제하여 상주목 기실참군사가 되었다가 승진하여 감찰어사가 되었다. 1015년(현종 7년) 4월 어사대감찰이 되었다.
1023년(현종 14년) 10월 시어사(侍御史)가 되었다. 그 뒤 현종 때 기거 사인(起居舍人)을 거쳐 동북면병마사가 되었다. 이 때에 그는 삭방도내의 등주와 명주의 19개 속현이 번적(蕃賊)의 피해를 크게 입어 주민 생활의 피해가 심하여 주민들의 생활이 곤란해지자, 피해 지역임을 들어 조정에 구제 대책을 청원하여 피해지역 주민들의 세금을 감면시켜 주었다. 1030년(현종 21년) 8월 어사중승이 되었다.
그 뒤 1033년(덕종 2년) 초에 우간의대부(右諫議大夫)를 지냈다. 1034년(덕종 3년) 3월 국자감좨주 좌간의대부, 1036년(정종 2년) 2월 우산기상시가 되었다.
1036년 우산기상시를 거쳐 1040년 8월 형부상서 판어사대사사로 재직 중 사망하였다.

### 사후
정종은 그의 죽음을 애석히 여겨 증직으로 증 사공 상서우복야(司空尙書右僕射)를 추증하고 쌀과 보리 4백석, 차와 의복을 부의로 보냈으며, 백관들에게 회장(會葬)하도록 명하였다.
조카 이칭은 사록을 역임했고, 종증손 이총섬은 목종 때 과거 시험과는 별도로 국자감에서 별도로 주관하는 국자감시를 열 것을 건의하여 성사시켰다.

## 가족 관계
부인과 자녀, 손자녀의 기록은 실전되어 미상이다.
- 증조부 : 이금서(李金書)
- 증조모 : 이름 미상, 이금서의 다른 부인
- 증조모 : 경순왕의 딸 신란궁부인 김씨[9]
  - 조부 : 이윤홍(李潤弘), 신라말 고려초 병정(兵正)[10]을 지냈다.
    - 숙부 : 이승겸(李承謙) 판예부사 역임
      - 사촌 : 손광립(孫光立)의 처
      - 사촌 : 이문한(李文漢)

    - 아버지 : 이승훈(李承訓), 정조·내사시랑 역임
      - 형 : 이주복(李周復)
        - 조카 : 이칭(李稱), 이총섬(李寵暹)의 조부
        - 조카 : 이우칭

      - 형 : 이제정(李齊廷)

## 평가
남공철에 의하면 그는 '도량이 크고 활달하며 의표가 옥처럼 깨끗하고 훤칠하였으며, 조정에서 40여 년 벼슬을 하는 동안 시종 대신의 체통을 유지하였다.' 한다.

## 기타
그의 후손 중 이서(李舒)는 고려 고종 때 밀성부사와 군기감(軍器監), 1268년 판위위사사(判衛尉寺事), 벽상공신삼중대광(壁上功臣三重大匡)에 올라 아주백(아산의 옛 이름)에 봉해졌다. 이후 이서의 후손들은 본관을 아산 이씨로 했는데, 그와 이서 사이의 계대는 실전되었다.

## 같이 보기
- 이윤장
- 경순왕
- 이윤홍
- 이우칭
- 이제현
- 태조 왕건
- 이녹천
- 이순우

## 참고 문헌
- 고려사
- 고려사절요
- 고려명신전
- 동사강목
- 신증동국여지승람